# 曾根純三
曾根 純三（そね じゅんぞう、1898年9月13日 - 没年不詳）は、日本の映画監督、脚本家である。本名曾根 為一（そね ためいち）。椎名 良太（しいな りょうた）名義で脚本を書き、のちに監督名を曾根 千晴（そね ちはる）と変えた。戦前の「職人監督」である。

## 来歴・人物

### 東亜そしてマキノ
1898年（明治31年）9月13日、大阪市東区（現在の中央区 (大阪市)北部・東部）に生まれる。香川県出生説あり、本人は否定している。旧制大阪府立天王寺中学校（現在の大阪府立天王寺高等学校）を卒業したのち、神戸のパルモア英学院（現在のパルモア学院専門学校）を中退、証券会社勤務、警察官を経て、劇団の脚本部にいたところ、撮影技師の三木茂、杉山公平と知り合い、西宮市甲陽園にある東亜キネマ甲陽撮影所の脚本部に入社した。
25歳のとき、「曾根純三」名義で、1924年（大正13年）7月31日公開の本山裕児監督の『熱血の洗礼』で脚本家としてデビュー、同作は杉山公平が撮影を担当、のちにスター子役となる松尾文人の本格デビュー作でもあった。同年内に井上金太郎監督の『地獄の虫』と3本の短篇オムニバス映画、本山監督の『血は踊る』の脚本を書き、それぞれ公開された。当時、同社の甲陽・等持院の両撮影所長だった牧野省三が「マキノ青司」名義で総指揮・監督をした、1925年（大正14年）の正月第2弾、東亜等持院作品『国定忠治』の脚本を馬場春宵との共同執筆に抜擢された。新国劇最大のヒットナンバーで、行友李風原作、沢田正二郎主演の決定版であった。
その翌月の2月25日、オリジナル脚本を書いた子役・松尾文人の初主演作『おもちゃ屋の小僧』が公開され、26歳で映画監督としてデビューした。甲陽撮影所で、3本の監督をし、阪田重則監督の『大地は微笑む』前・後篇、山本嘉次郎監督の『爆弾児』の脚本を書いて、同年6月に牧野が東亜キネマから独立して設立した、京都のマキノ・プロダクション御室撮影所へと移籍した。移籍第1作は、おなじく移籍してきた松尾が主演の中村賞三郎の息子を演じた『寺小屋騒動』で、同年中に公開されている。監督デビューの年にすでに5本を監督した。
1926年（大正15年）は、1月4日公開の曾根オリジナル脚本による清川清主演作『黒白双紙』に始まり、曾根監督作品が12本も公開された。翌月2月の『豆本太閤記』以降、松尾の主演作を6本つづけて撮るわけだが、3月作品『小剣豪』の原作クレジットから、「椎名良太」名義を使いはじめた。柳妻麗三郎が「チャップリンに似た男」を演じた『活動狂時代』は、チャーリー・チャップリンの『キッド』（1921年）に影響を受けた作品である。
1927年（昭和2年）4月に嵐長三郎（のちの嵐寛寿郎）が同社に入社、嵐の入社第1作であり、映画デビュー作でもある『鞍馬天狗異聞 角兵衛獅子』の監督に抜擢される。ただし脚本は曾根ではなく山上伊太郎であったが、同作は大ヒットとなり、『鞍馬天狗』は嵐の当たり役となっていく。初代「杉作」役はすでに人気子役となっていた松尾であり、さらに松尾の人気は爆発し、『鞍馬天狗異聞 続・角兵衛獅子』では嵐の次にクレジットされた。
1928年（昭和2年）、同社はマキノ家の人間ではないが「マキノ」姓を名乗らせた「マキノ青年派」五人組を売り出そうと、同グループの主演作『神州天馬侠』全4篇を製作、牧野は曾根に監督を任せるが、前半の2篇を撮ったところで、曾根は東京・巣鴨町（現在の豊島区西巣鴨）の河合映画製作社に、俳優の杉狂児や鈴木澄子、松尾文人とともに引き抜かれ、曾根の助監督の鈴木桃作もそれに同行する。

### 河合・帝キネ・新興
河合では早撮りの腕を磨いたと言われ、確かに4月からで11本を撮っているが、曾根がオリジナル脚本を書いた記録がない。マキノ出身で衣笠貞之助の衣笠映画連盟で脚本を書いていた三村伸太郎ともっぱら組み、『東海道膝栗毛 第一篇 地獄から這上った弥次喜多』、『新版東海道膝栗毛 第二篇 化かされた弥次喜多』を杉狂児の弥次さん、おなじくマキノから来た大岡怪童の喜多さんで撮ったりしていた。また、弟子の鈴木桃作は河合ですぐに監督に昇進したが、おなじマキノ出身の三村や八尋不二の脚本で撮っており、曾根も八尋のオリジナル脚本で『股から覗いた国定忠次 山形屋藤蔵』（1929年）なども撮った。曾根は河合で合計25本を撮って、1929年（昭和4年）いっぱいで河合を退社、帝国キネマ（帝キネ）に移籍した。
帝キネでは1930年（昭和5年）からの約2年で15本、というペースで撮った。移籍第1作は佐々木邦原作の『次男坊』で杉狂児が主演した。同年8月の『太陽児』では「椎名良太」名義のオリジナル脚本が復活した。1931年（昭和6年）には加藤武雄原作の『春遠からず』、広津和郎原作の『女給』、杉狂児・小宮一晃の『弥次喜多道中東海道』を撮るうちに、帝キネは新興キネマへと改組した。曾根はそのまま残留した。
新興となっての第1作となった菊池幽芳原作の『毒草』（1931年）は、かつて1917年（大正6年）に各社競作となった作品のリメイクであった。1933年（昭和8年）には、かつて「マキノ青年派」のひとりとして売り出されたマキノ梅太郎が主演した『ひよどり草紙』のリメイクを尾上菊太郎主演で撮っている。1934年（昭和9年）に夏には「曽根千晴」と突然改名、竹田敏彦原作の『東郷盃』からクレジットされはじめた。1935年（昭和10年）の『国を護る日蓮』以降はトーキーとなった。その後1941年（昭和16年）まで同社で量産したが、佐藤紅緑原作の『あの山越えて』を最後に突然退社した。映画界からの引退となった。43歳であった。
第二次世界大戦中は、近衛十四郎と劇団をつくって巡業していたこともあった。
戦後1952年（昭和27年）、京都の新京極に戦前からある寄席「富貴」を経営したが2年ほどで手放した。1954年（昭和29年）には若杉光夫監督の山田五十鈴主演作『唐人お吉』を製作したが興行的に失敗、借財を背負ったという。
その後、1970年代まで健在だったようだが、没年は不詳である。

## おもなフィルモグラフィ

### 東亜キネマ甲陽撮影所
1924年
- 熱血の洗礼　原作・脚本　監督本山裕児、撮影杉山公平、出演都賀静子、松尾文人　※脚本デビュー作
- 地獄の虫　原作・脚本　監督井上金太郎、主演根津新、環歌子
- 風刺小品集 第一篇「狂」・第二篇「女」・第三篇「夜」　原作・脚本　監督井上金太郎
- 血は踊る　原作・脚本　監督本山裕児、主演松尾文人

1925年
- 国定忠治　脚本　総指揮・監督マキノ青司、原作行友李風、共同脚本馬場春宵、主演沢田正二郎
- おもちゃ屋の小僧　原作・監督・脚本　主演松尾文人　※監督デビュー作
- 大地は微笑む 前・後篇　脚本　監督阪田重則、原作吉田百助、主演根津新、高田稔、谷幹一
- 爆弾児　原作・脚本　監督山本嘉次郎、主演高田稔、松尾文人、清川清

### マキノ・プロダクション
1925年
- 寺小屋騒動　原作・監督・脚本　撮影三木稔、主演中村賞三郎、松尾文人、清川清、井上潔

1926年
- 黒白双紙　原作・監督・脚本　撮影三木稔、主演清川清、杉狂児、松尾文人、都賀静子
- 豆本太閤記　原作・監督・脚本　撮影三木稔、主演松尾文人、坪井哲、柳妻麗三郎、井上潔、都賀静子
- 小剣豪　監督　原作椎名良太、撮影三木稔、主演松尾文人、井上潔、坪井哲　※「椎名良太」名義の初登場
- 活動狂時代　監督　原作・脚本椎名良太、撮影三木稔、主演松尾文人、柳妻麗三郎

1927年
- 鞍馬天狗異聞 角兵衛獅子　監督　指揮牧野省三、原作大仏次郎、脚本山上伊太郎、撮影三木稔、主演嵐長三郎、共演山本礼三郎、中根龍太郎、松尾文人、都賀一司、尾上松緑 (2代目)、松浦築枝、マキノ登六
- 鞍馬天狗異聞 続・角兵衛獅子　監督　原作大仏次郎、脚本山上伊太郎、撮影三木稔、主演嵐長三郎、共演松尾文人、都賀一司、尾上松緑、松浦築枝、中根龍太郎、山本礼三郎

1928年
- 神州天馬侠 第一篇　監督　原作吉川英治、脚本椎名良太、主演マキノ潔、マキノ久夫、マキノ登六、マキノ正美、マキノ梅太郎、共演松尾文人
- 角兵衛獅子功名帖　監督　原作大仏次郎、脚本山上伊太郎、撮影三木稔、主演嵐長三郎、共演松尾文人、都賀一司、山本礼三郎、武井龍三
- 神州天馬侠 第二篇　監督　原作吉川英治、脚本椎名良太、主演マキノ潔、マキノ久夫、マキノ登六、マキノ正美、マキノ梅太郎、共演松尾文人

### 河合映画巣鴨撮影所
- 東海道膝栗毛 第一篇 地獄から這上った弥次喜多　1928年　監督　原作・脚本三村伸太郎、主演杉狂児、大岡怪童、鈴木澄子
- 新版東海道膝栗毛 第二篇 化かされた弥次喜多　1928年　監督　原作・脚本三村伸太郎、主演杉狂児、大岡怪童、鈴木澄子
- 股から覗いた国定忠次 山形屋藤蔵　1929年　監督　原作・脚本八尋不二、主演永井柳太郎、千代田綾子、葉山純之輔

### 帝国キネマ
- 次男坊　1930年　監督・脚本　原作佐々木邦、主演杉狂児、小宮一晃
- 太陽児　1930年　監督　原作・脚本椎名良太、主演杉狂児、山路ふみ子
- 春遠からず　1931年　監督　原作加藤武雄、脚本山内英三、主演松本泰輔
- 女給　1931年　監督　原作広津和郎、脚本上島量、主演水原玲子
- 弥次喜多道中東海道　1931年　監督・脚本　撮影三木稔、主演杉狂児、小宮一晃

### 新興キネマ
- 毒草　1931年　監督　原作菊池幽芳、脚本山内英三、主演津村宏
- ひよどり草紙 前篇・後篇　1933年　監督　原作吉川英治、脚本上島量、主演尾上菊太郎
- 東郷盃　1934年　監督　原作竹田敏彦、脚本竹井諒、主演沖悦児　※「曽根千晴」名義
- 国を護る者日蓮　1935年　監督　脚本佐藤揖之介、主演早川雪洲　　※「曽根千晴」名義、以下トーキー
- あの山越えて　1941年　監督　原作佐藤紅緑、脚本村上徳三郎、主演大井正夫　※「曽根千晴」名義

## 註
1. 1 2 3 4 5 6 7  『日本映画監督全集』（キネマ旬報社、1976年）の「曾根千晴」の項（p.231-232）を参照。同項執筆は岸松雄。
2. ↑  『日本映画監督全集』（キネマ旬報社、1976年）の「土肥正幹」の項（p.270）を参照。同項執筆は岸松雄。